# Sony Xperia 1
Sony Xperia 1 é um smartphone desenvolvido pela Sony apresentado em 2019. Este telemóvel pertence á série Sony Xperia.

## Características

### Design e dimensões
Este telemóvel está disponível em Branco, Cinzento, Roxo e Preto, e tem dimensões de 167 milímetros de comprimento, 72 milímetros de largura e 8,2 milímetros de espessura. O seu peso é de aproximadamente 168 g.

### Ecrã
O ecrã tem uma proporção de 21:9, mede 6,5 polegadas e tem uma resolução 4K de 3840 por 1644 pixels. Inclui tecnologia Gorilla Glass 6.

### Câmara
Este telemóvel tem quatro câmaras no total, uma câmara frontal de 8MP, um tamanho de 0,25 polegadas e um campo de visão de 84 graus, e três câmaras traseiras de 12MP cada.
A primeira câmara traseira tem uma resolução, um campo de visão de 78 graus e uma distância focal de 26 mm; a segunda tem um campo de visão de 45 graus e uma distância focal de 52 mm; a terceira tem um campo de visão de 130 graus e uma distância focal de 16 mm.
A câmara pode tirar fotografias em formatos de vídeo como MPEG-4, H.263, H.264, H.265 e VP8 e guardar fotografias nos formatos JPEG, PNG, WebP e HEIF.

### Áudio
Este telemóvel pode reproduzir AAC (como AAC-LC, AAC+, AAC+, eAAC+ e AAC-ELD), ALAC, AMR-NB, AMR-WB, DSD, FLAC, MIDI, MP3, PCM, Opus, Vorbis, WMA e LPCM, PCM, Opus, Vorbis, WMA|WMA e LPCM, e gravar nos formatos de áudio AAC (AAC-LC, AAC+, AAC-ELD), AMR-NB e AMR-WB.